# Al-Fotuwa Sports Club
O Al-Fotuwa Sports Club é um clube esportivo sírio com sede em Deir Zor, Síria. Seu time de futebol compete na Primeira Liga Síria, a principal competição do futebol sírio.
O jogador Omar Al Somah, da da seleção nacional da Síria, iniciou a sua carreira no Al-Fotuwa.

## História
Fundado em 1930 com o nome de Al-Koch, mudou seu nome para Ghazi Club, em homenagem ao então rei Gazi do Iraque, e em 1950, para o nome atual. Participou pela primeira vez no Campeonato Sírio de Futebol no ano de 1953.
Na temporada de 1966-1967, foi vice-campeão da liga nacional, atrás do Al-Ittihad Aleppo - a posição alcançada nesta temporada repetiu-se até a temporada de 1969-1970, e novamente em 1974-1975. Após isso, só voltou a figurar dentre as posições mais altas em 1982-1983, 1985-1986 e 1987-1988. Conquistou dois títulos da primeira divisão em 1989-1990 e 1990-1991, e desde então não alcançou as principais posições no campeonato até a temporada 2022-2023, quando conseguiu o terceiro título nacional na última rodada da liga, após derrotar o Al-Madj fora de casa por 4 a 1.
Sua melhor época foi o quadriênio 1989-1992, em que conquistou outros sete títulos além dos dois títulos da liga: a Taça da República por quatro temporadas consecutivas, a Copa das Copas em 1990, além da Supercopa e da Copa Sírio-Libanesa em 1991.